# Essi vivranno!
Essi vivranno! (Battle Circus) è un film di guerra del 1953 diretto da Richard Brooks, autore anche della sceneggiatura, e interpretato da Humphrey Bogart e June Allyson.
Ambientato in un ospedale militare da campo durante la guerra di Corea, è l'unico film girato da Bogart per la MGM.

## Trama
Durante la guerra di Corea, il giovane tenente Ruth McGara viene assegnato come nuova infermiera all'ospedale chirurgico da campo MASH 8666. Qui attira le attenzioni del maggiore Jed Webbe, medico rude e pragmatico oltre che dongiovanni e gran bevitore. Colpita dall'autorevolezza e dall'abilità di Webbe finisce per innamorarsi di lui, nonostante questi continui a flirtare con le altre infermiere, ma facendogli capire di essere interessata ad una relazione seria e al matrimonio. Webbe dal canto suo la avverte che non crede all'amore e non vuole legami, rifiutandosi di parlarle della sua vita da civile. L'unità si sposta ogni pochi giorni seguendo la linea del fronte, e ogni volta l'ospedale viene ricostruito con estrema rapidità ed efficienza sotto la supervisione dal sergente Statt, che in passato aveva lavorato con il circo Barnum & Bailey. Convinta che Webbe possa cambiare e incoraggiata dal comandante Whalters, Ruth persiste nel suo intento di conquistare il suo cuore. Sfortunatamente un'offensiva nord coreana costringerà l'unità ad abbandonare all'improvviso l'ultima postazione e a muoversi in territorio cinese. I due sono costretti a separarsi durante le operazioni di evacuazione ma riusciranno infine a riunirsi.

## Produzione
Inizialmente il film si sarebbe dovuto intitolare MASH 66 ma la produzione lo ritenne fuorviante, pensando che il pubblico non avrebbe capito il riferimento ad un film di guerra, e venne scelto Battle Circus in riferimento alla velocità e alla naturalezza con cui gli ospedali da campo venivano smontati e riassemblati (proprio come un circo) durante gli spostamenti da una zona all'altra. Un titolo simile a quello previsto in origine sarebbe stato ripreso nel 1970 dal film M*A*S*H di Robert Altman (anch'esso ambientato durante la guerra di Corea) e nel 1972 dall'omonima serie televisiva.

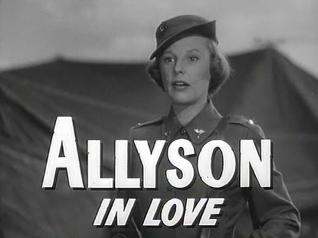
June Allyson nel trailer del film.

Le riprese principali furono fatte a Calabasas (California) e a Fort Pickett, sede di addestramento delle unità MASH (Mobile Army Surgical Hospital) dello United States Army nei pressi di Blackstone (Virginia) dove furono girate le riprese aree con gli elicotteri Bell 47. Come consulente tecnico venne impiegato il colonnello K.E. Van Buskirk, che aveva comandato una delle prime unità mobili in Corea e che in seguito assicurò riguardo l'autenticità delle riprese aeree.
Reduce dal Golden Globe vinto per L'ingenua maliziosa, June Allyson era inizialmente spaventata dall'idea di recitare con un mostro sacro come Humphrey Bogart ma gli studios la incoraggiarono ad abbandonare lo stereotipo di "ragazza della porta accanto" e a cimentarsi con qualcosa di più impegnativo rispetto alle commedie romantiche leggere che aveva interpretato negli ultimi anni. Dal canto suo Bogart accettò di fare il film perché riteneva che l'umorismo contenuto nella sceneggiatura, dentro una storia che mostrava la tragedia della guerra, avrebbe fatto sembrare il film più realistico al pubblico. A posteriori l'attore non si rivelò però soddisfatto della partecipazione al film, per il quale ricevette un compenso di 250.000 dollari e durante il quale oltretutto si ustionò il pollice sinistro in una scena in cui si vede bruciare dei documenti. Alla fine disse al regista Richard Brooks, al quale era legato da una stretta amicizia e con il quale lo stesso anno aveva girato L'ultima minaccia, che sarebbe stato meglio non fare più altri film insieme.

## Distribuzione
Il film fu distribuito nelle sale cinematografiche statunitensi dal 27 maggio 1953, dopo l'anteprima del 6 marzo a New York.

### Date di uscita
- USA (Battle Circus) - 6 marzo 1953 (anteprima)
- USA - 27 maggio 1953
- Francia (Le cirque infernal) - 31 luglio 1953
- Svezia (Möte vid fronten) - 7 settembre 1953
- Portogallo (O Circo Infernal) - 17 settembre 1953
- Germania Ovest (Arzt im Zwielicht) - 30 ottobre 1953
- Turchia (Er meydani) - novembre 1953
- Finlandia (Hornansirkus) - 29 gennaio 1954
- Danimarca (Front-lægen) - 8 febbraio 1954
- Austria (Arzt im Zwielicht) - aprile 1954

## Critica
Pur essendo generalmente considerato un avvincente dramma bellico, gran parte della critica ha sempre ritenuto fuori luogo la tiepida storia d'amore tra Humphrey Bogart e June Allyson. Alla sua uscita Howard Thompson scrisse sul New York Times: «Sfortunatamente per il ritmo e l'impatto generale, gran parte del tempo è lasciato a un dramma personale intimo e irresoluto».
Jamie S. Rich su DVD Talk ha apprezzato l'interpretazione di Bogart e il film in generale, che a suo parere «cattura l'essenziale zeitgeist del conflitto», mentre Craig Butler di AllMovie, pur ammettendo che Richard Brooks conferisce una tensione appropriata a molte sequenze, sottolinea come la parte romantica del film finisca per avere il sopravvento: «Invece di approfittare dell'ambientazione e della potenziale ricchezza della storia e dei personaggi che in essa avrebbe potuto essere sviluppati, si accontenta di essere un dramma bellico/sentimentale abbastanza ordinario... Semplicemente non c'è niente di originale al centro di questo racconto di due opposti che imparano ad attrarsi».
Il critico Morando Morandini nel suo dizionario riporta: «Sullo sfondo di una documentazione quasi da cinegiornale dell'attività di un ospedale da campo, Bogart è costretto a flirtare con una sciropposa J. Allyson. Irritante per l'intrigo sentimentale imposto dalla MGM (andranno a letto insieme o no? chi se ne importa!), è ammirevole per la rinuncia al trionfalismo patriottico di rigore in quel periodo a Hollywood e per lo sguardo pudicamente compassionevole con cui Brooks guarda chi soffre e chi cura».